# Dieter Rampl
Dieter Rampl (* 5. September 1947 in München) ist ein deutsch-österreichischer Bankmanager.

## Herkunft, Ausbildung und Persönliches
Nach seiner Geburt in München lebte er bis zu seinem sechsten Lebensjahr mit seiner Familie in Schwaz (Österreich). Nach dem frühen Tod seiner Mutter wuchs  Rampl teilweise bei seinen Großeltern auf einem Bauernhof in Tirol auf, kehrte dann aber wieder zurück nach München, wo er auch zur Schule ging. Seinen österreichischen Pass behielt er.
Die Lehre zum Bankkaufmann absolvierte er 1966 bei der damaligen Bayerischen Vereinsbank. Betriebswirtschaft studierte er in Abendkursen.
Rampl ist verheiratet und hat einen Sohn.

## Karriere
Im Anschluss an seine Tätigkeit im Außenhandel der Bayerischen Vereinsbank war er von 1969 bis 1971 für die Société de Banque Suisse in Genf tätig. 1971 kehrte er zur Bayerische Vereinsbank AG zurück und durchlief Stationen in München, Düsseldorf, Frankfurt am Main und New York. Der Wechsel zur BHF-Bank erfolgte 1983. Dort leitete er u. a. das Nordamerika-Geschäft und war in Frankfurt und New York tätig. In den Vorstand der Charterhouse London zog er 1994 ein. 1995 wurde er in den Vorstand der Bayerischen Vereinsbank AG mit Zuständigkeit für das Firmenkundengeschäft berufen. Nach der Fusion mit der Bayerischen Hypotheken- und Wechselbank 1998 war er Mitglied im Vorstand der HVB Group und wurde 2003 zum Sprecher des Vorstands der HVB Group ernannt.
Nach Bekanntgabe der Fusion mit der italienischen Unicredit im Mai 2005 übernahm er zum 1. Januar 2006 den Vorsitz des Verwaltungsrates der neuen Unicredit Group.
Kurz nach dem Rücktritt von Alessandro Profumo im September 2010 war Rampl Vorstandsvorsitzender und mit der Suche nach einem Nachfolger beauftragt. Nach der Nominierung von Federico Ghizzoni zum neuen Vorstandsvorsitzenden kehrte Rampl in seine Funktion des Vorsitzenden des Verwaltungsrates zurück. Diesen Posten hielt er bis zu seinem Rücktritt im Mai 2012 inne.

## Aktivitäten in der Wirtschaft sowie Mitgliedschaften
Posten:
- stv. Vorsitzender der Hypo-Kulturstiftung[8]
- Member of the Board of Directors and Member of the Conflicts Committee of KKR & Co. L.P. (New York; bis 2017)
- Aufsichtsratsmitglied der FC Bayern München AG (bis November 2014)
- Vizevorsitzender des Aufsichtsrates der Mediobanca (bis September 2014)
- Aufsichtsratsvorsitzender der Koenig & Bauer AG (Juni 2006 bis September 2013, seit 2002 bereits Aufsichtsratsmitglied)
- Vorsitzender des Verwaltungsrates der UniCredit Group (Januar 2006 bis Mai 2012)
- Sprecher des Vorstands der HVB Group (Januar 2003 bis Dezember 2005)
- Vorstandsmitglied der HVB Group (1998 bis 2002)

## Lexikoneintrag
Dieter Rampl im Munzinger-Archiv, abgerufen am 15. März 2021 (Artikelanfang frei abrufbar)